# ميخائيل هوارد (عالم حاسوب)
ميخائيل هوارد (بالإنجليزية: Michael Howard)‏ هو عالم حاسوب أمريكي، ولد في 1965.